# Nujabes
Jun Seba ( 瀬叶淳 Seba jun) , (født 7. februar 1974, død 26. februar 2010) var en japansk hip-hop producent og DJ, der har indspillet under navnet Nujabes (ny-Jah-BES), den omvendte stavemåde af hans navn efter japansk rækkefølge. Nujabes var også ejer af Shibuya butikkerne, T Records og Guinness Records og grundlægger af det uafhængige pladeselskab Hydeout Productions.
Den 26. februar 2010 døde Seba i et trafikuheld. Han blev 36 år gammel. 

## Diskografi
- Hydeout Productions 1st Collection (2003)
- Metaphorical Music (2003)
- Modal Soul (2005)
- Hydeout Productions 2nd Collection (2007)